# Cell (personaje de Dragon Ball)
Cell (セル?), conocido en el doblaje a español del anime como Célula, es un personaje de ficción de la serie de manga y anime Dragon Ball. Se trata de un bio androide creado por el Dr. Gero con la intención de vengarse de Goku por haber acabado con el Ejército Red Ribbon.
Está fabricado a partir de células de Goku, Piccolo, Vegeta, Freezer, a raíz de lo cual tiene todas sus características biológicas útiles (como regenerarse y elevar su poder tras estar al borde de la muerte) y una computadora, mediante una pequeña cámara registró los movimientos y técnicas de estos luchadores haciendo que Cell sepa usar todos sus ataques. Cell puede absorber la energía de sus enemigos con la aguja al final de su cola y para alcanzar la perfección de su cuerpo absorbe a los androides #17 y #18. Cell murió el 26 de mayo del año 767 cuando Gohan lo desintegró con un Kame Hame Ha.

## Creación y concepción
Después de que Kazuhiko Torishima, el antiguo editor de Toriyama durante Dr. Slump y al principio de Dragon Ball, expresara su disconformidad con los androides #19 y #20 y más adelante, #17 y #18 como villanos, Toriyama creó a Cell. Toriyama ha manifestado su disconformidad con lo tedioso de los diseños de Cell, debido a que tenía que dibujar todas las manchas que tiene por el cuerpo. Además, no había pensado en un principio que podría evolucionar, pero le dio esa habilidad cuando el entonces editor de Dragon Ball Z Yū Kondō describió a Cell como "feo". Cell evoluciona originalmente de una forma similar a una crisálida en su forma Cell Imperfecto (不完全体セル Fukanzentai Cell?), en la cual se mantiene el estilo insecto Tanto en su primera como su segunda forma, la Cell Semi-Perfecto  (半完全体セル Hankanzentai Cell?) tiene una cola larga que acaba en un aguijón que absorbe a otros organismos. La cola se retrae por debajo de sus alas en su forma final, la Perfect Cell (完全体セル Kanzentai Cell?), aunque la usa para engendrar a los Cell Juniors (セルジュニア?), versiones pequeñas de él.

## Apariciones

### Dragon Ball Z
Cell es una forma de vida artificial creada por el Doctor Maki Gero a partir de células de diferentes guerreros, teniendo información genética de Goku, Vegeta, Piccolo, Nappa, Raditz, Ten Shin Han, Yamcha, Krilin, Freezer y King Cold. Cell está diseñado para evolucionar a su forma perfecta absorbiendo a los Androides #17 y #18. Sin embargo, en el futuro alternativo en el que se gesta, ambos Androides fueron destruidos por Trunks. Ante esto, Cell mata al Trunks de esa línea temporal y huye en forma de huevo con la máquina del tiempo, regresando cuatro años antes de que los Androides aparecieran.
Tras madurar en un humanoide con aspecto de insecto (Referido como Cell imperfecto), mata a varias personas para absorberlas e incrementar su poder. A pesar de estar diseñado para derrotar a un Super Saiyajin, Cell fue derrotado por Piccolo, luego que este último se fusionara con Kamisama previamente, por lo que se vio forzado a huir de la zona, para absorber la energía de 600 000 personas. Tras eso, derrota a Piccolo y logra absorber al Androide 17 y evolucionar en una versión más grande y con un aspecto más humano, siendo referido como Cell semi-perfecto. Sin embargo, es rápidamente derrotado por Vegeta. A pesar de su derrota, convence a Vegeta para que lo deje absorber a la Androide #18, logrando así su forma final, con aspecto más humano, siendo Cell perfecto. Tras derrotar a Vegeta, se enfrenta a Trunks, pero el Saiyajin no logra vencerlo debido a su poca velocidad.
Para probar sus habilidades y disfrutar del miedo creado en otros luchadores, Cell decide crear un torneo, los juegos de Cell. Donde si nadie logra derrotarlo, destruirá la Tierra. En la primera ronda, derrota rápidamente de Mr. Satán, el Campeón Mundial de las artes marciales (En el anime, derrota antes a dos discípulos de Satán). Luego se enfrenta a Goku, quien se enfrenta a él muy igualado, hasta que Goku se retira al ver que Cell es más fuerte. Tras eso, le da el relevo a su hijo, Gohan, quien era más poderoso que Goku. Sin embargo, como a Gohan no le gusta pelear ni que hieran a los otros, no logra matar a Cell, por lo que Cell enfurece a Gohan cuando crea a sus Cell Jr. y empiezan a atacar a sus amigos. Finalmente, hace que pase a Super Saiyajin 2 cuando destroza al Androide #16, derrotando fácilmente a los Cell Jr. Tras eso, derrota a Cell y lo hace vomitar a la Androide #18, regresando a su Segunda Forma. En su desesperación, Cell intentó autodestruirse a sí mismo para así destruir la Tierra en el proceso (Cell dice que no importará pues en 7 años la Tierra "igual" será destruida, cosa que hace Kid Buu), pero Goku se teletransportó con él al Planeta de Kaio-sama para que no la destruyera muriendo ambos junto con Kaio-sama, Bubbles y Gregory. Sin embargo, Cell logró sobrevivir a la autodestrucción y logró reconstruirse desde un trozo de su cerebro y regresó a la Tierra en su forma Perfecta, sin la necesidad de absorber nuevamente a la Androide #18 y ahora con un ki equivalente al Súper Saiyajin fase 2 (sus células namekianas permitieron su regeneración y sus células Saiyajin, la mejora de fuerza gracias al power Zenkai), asesinando a Trunks del futuro. Finalmente, es derrotado después de que chocara su Kame Hame Ha con el de Gohan y este, ayudado por Goku en espíritu, se lo devolvieran, con la ayuda de Vegeta, quien lo atacó con un Big Bang Attack para que Cell se descuidara.
Tras esto, Trunks regresó al futuro, donde eliminó a los Androides #17 y #18 y al Cell de su línea temporal. En el Anime, Cell aparece en algunos episodios más. Primero se le ve causando problemas en el Infierno junto a Freezer, King Cold y la Fuerzas Especiales Ginyū, ya que les fue permitido quedarse con su cuerpo, siendo derrotado por Goku y Paikuhan. También fue visto al final de la Saga Majin Boo, viendo en el Infierno a Goku enfrentarse a Kid Boo en una bola de cristal.

### En otros medios
En Dragon Ball GT, después de que Goku fuera enviado al Infierno por el Dr. Gero y el Dr Myū, el creador de Baby, se enfrenta a Cell y Freezer, cuyos cuerpos se habían vuelto inmortales mientras ambos permanezcan en el Infierno. Ambos intentan mantener a Goku prisionero en el infierno, pero son derrotados y posteriormente, congelados. Luego, se ve cómo vuelven a ser encarcelados por alterar el orden.
Cell aparece en un gran número de videojuegos, tanto como personaje jugable como enemigo final, notablemente en las sagas Budokai, Budokai Tenkaichi and Raging Blast. También es un personaje jugable en Dragon Ball Z: Collectible Card Game. También apareció en el programa de televisión promocionando Dragon Ball Z: la batalla de los dioses, porqué no aparece en la película, mientras que Freezer sí que aparece, hasta que se da cuenta de que Freezer no dice una palabra.
En Dragon Ball Super, Cell es mencionado nuevamente durante la saga de Goku Black, en donde Bulma les explica que ella aún poseía la máquina del tiempo en la que este llegó tiempo atrás, durante el arco de los Androides y que encontraron abandonada y en ruinas, mientras Goku se recuperaba de su enfermedad cardíaca en ese entonces. Gracias a esto pueden viajar nuevamente al futuro después de que Goku Black destruyera la máquina del tiempo en la que vino Trunks del Futuro y lo había dejado varado en el presente, pero gracias a las anotaciones de su contraparte del futuro, Bulma logra reparar la Máquina del tiempo de Cell sin ningún problema y la utilizan a lo largo de toda la Saga de Goku Black. Posteriormente durante la saga de la Supervivencia Universal, Cell es nuevamente mencionado durante una conversación entre Goku y el Androide #17 en donde este último mediante flashbacks recuerda los acontecimientos de cuando fue absorbido por este.

## Recepción
D. F. Smith de IGN criticó la decisión de Cell de organizar un torneo en lugar de destruir la Tierra, como señal de que el autor se estaba quedando sin ideas. Dennis Amith de J!-ENT describió a Cell como "el enemigo más duro que el equipo se ha enfrentado hasta ahora" y le gustó que los esfuerzos del resto de personajes fuera el tema central durante parte de la saga. J. Steiff y T. D. Tamplin usaron a Cell como ejemplo del concepto de "subir de nivel" en anime y creen que Cell sigue el concepto muy bien.